# 艾米·洛威尔

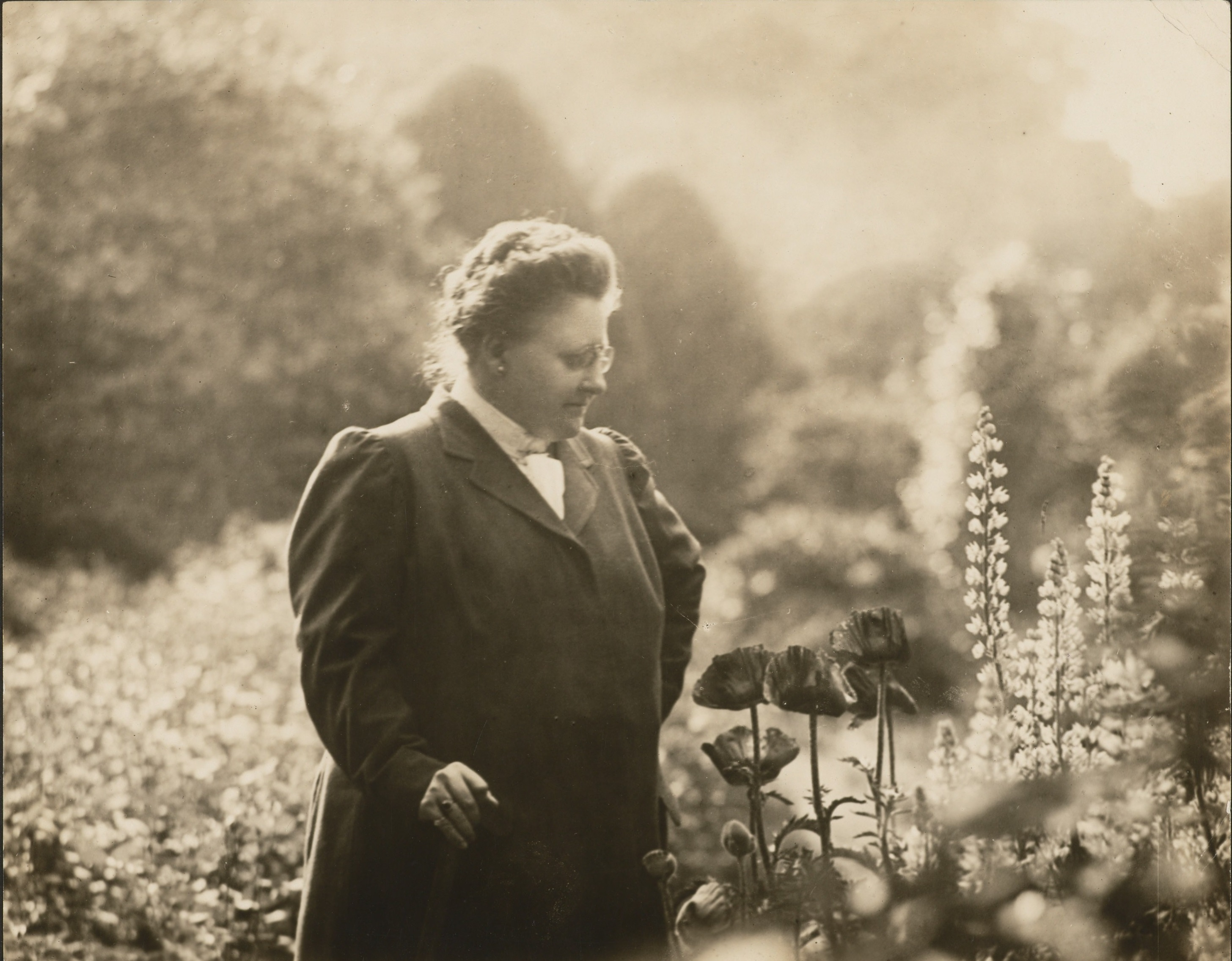
约1916年时艾米

艾米·洛威尔（英語：Amy Lowell，1874年2月9日—1925年5月12日），美国诗人，是洛威尔家族的成员，兄弟姐妹包括帕西瓦尔·罗威尔、A·劳伦斯·罗威尔。她是一个女同性恋者。